# Maresciallo della Royal Air Force
Maresciallo della Royal Air Force (MRAF) (inglese: marshal of the Royal Air Force) è il grado più alto della Royal Air Force (RAF), l'aeronautica militare britannica. In tempo di pace il grado è stato concesso agli ufficiali della RAF nominati del Capo di stato maggiore della Difesa (CDS) e ai capi di stato maggiore dello staff aereo (CAS), nel loro ultimo giorno di servizio. Mentre i marescialli sopravvissuti della RAF mantengono il grado per tutta la durata della loro vita, il grado più alto per gli ufficiali in servizio attivo è adessoquello di Maresciallo capo dell'aria; in tempo di pace il grado è puramente onorario, detenuto oltre che da alcuni ufficiali della Royal Air Force giunti all'apice della loro carriera, anche dal Principe Carlo e dal Principe Filippo di Edimburgo che ha lo stesso titolo onorario anche nella Royal Australian Air Force e nella Royal New Zealand Air Force, dove il massino grado raggiunto è quello di Air Marshal detenuto dal capo di stato maggiore delle forze armate se appartenente all'aeronautica, mentre il grado di air vice-marshal è detenuto dal comandante in capo della aeronautica della Nuova Zelanda.
Il grado è equivalente a quello di Ammiraglio della flotta (inglese: Admiral of the Fleet) e Maresciallo di campo (inglese: Field Marshal) del British Army.

## Storia
Il titolo di  Marshal of the Royal Air Force fu istituito nel 1919 e il primo ufficiale cui venne conferito è stato, nel 1927 Sir Hugh Trenchard. Da allora, compreso Trenchard, sono stati ventisette coloro i quali hanno ricevuto questo titolo, di cuo ventidue sono stati ufficiali della Royal Air Force e cinque ad appartenenti alla famiglia reale britannica. Re Giorgio V non ricevette formalmente il titolo di maresciallo della RAF, ma assunse il titolo di Comandante in capo della Royal Air Force e in questa veste di tanto in tanto ha indossato l'uniforme di maresciallo della RAF, indossando per la prima volta tale uniforme nel 1935, l'anno prima della sua morte.
Escludendo i Sovrani britannici e gli altri membri della famiglia reale, gli unici due ufficiali della RAF cui è stato conferito il titolo senza avere ricoperto il ruolo di capo di stato maggiore della Royal Air Force sono stati Lord Douglas di Kirtleside comandante del Royal Air Force Coastal Command e Sir Arthur Harris, comandante del Bomber Command.

## Distintivo di grado
Il distintiuvo di grado per paramano è costituito da quattro sottili strisce azzurre, ciascuna su una banda nera leggermente più ampia, sopra una striscia azzurra su una larga banda nera. La controspallina mostra un'aquila circondata da una corona, due bastoni da maresciallo e sopra di loro la corona di Sant'Edoardo che rappresenta l'autorità reale. 
La bandiera di comando di un maresciallo della Royal Air Force ha una larga fascia orizzontale rossa al centro con una banda rossa più sottile su ciascun lato di essa.
La piastra a stella di maresciallo della Royal Air Force raffigura cinque stelle bianche su uno sfondo azzurro.
Le insegne di rango e la bandiera esistono in alcune altre forze aeree per gradi equivalenti. Il titolo di grado differisce leggermente, essendo spesso una variaante di maresciallo dell'aeronautica, di solito con il nome dell'aeronautica pertinente al posto delle parole "Royal Air Force", come ad esempio il titolo di maresciallo della Royal Australian Air Force. 

Insegna per paramano per uniforme ordinaria
controspallina per uniforma di gala
Insegna per paramano per uniforma di gala
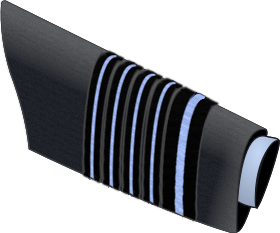
Insegna per paramano pe uniforma di servizio
bandiera di comando di Maresciallo della RAF
piastra a stella

## Marescialli della Royal Air Force
| Anno della nomina | Immagine | Nome                       | anno di nascita | Anno di morte | Note |
| ----------------- | -------- | -------------------------- | --------------- | ------------- | --- |
| 1927              |          | Sir Hugh Trenchard         | 1873            | 1956          | Chief of the Air Staff 1918 e 1919–1930 Promosso 1 gennaio 1927                                                |
| 1933              |          | Sir John Salmond           | 1881            | 1968          | Chief of the Air Staff 1930–1933 Promosso 1 gennaio 1933                                                       |
| 1936              |          | Re Edoardo VIII            | 1894            | 1972          | Assunse il grado il 21 gennaio 1936                                                                            |
| 1936              |          | Re Giorgio VI              | 1895            | 1952          | Assunse il grado l'11 dicembre 1936                                                                            |
| 1937              |          | Sir Edward Ellington       | 1877            | 1967          | Chief of the Air Staff 1933–1937 Promosso il 1 gennaio 1937                                                    |
| 1940              |          | Sir Cyril Newall           | 1886            | 1963          | Chief of the Air Staff 1937–1940 Promosso il 4 ottobre 1940. Ritirato 20 giorni dopo                           |
| 1944              |          | Sir Charles Portal         | 1893            | 1971          | Chief of the Air Staff 1940–1946 Promosso il 1 gennaio 1944                                                    |
| 1945              |          | Sir Arthur Tedder          | 1890            | 1967          | Chief of the Air Staff 1946–1950 Promosso il 12 settembre 1945                                                 |
| 1946              |          | Sir Sholto Douglas         | 1893            | 1969          | Promosso il 1 gennaio 1946                                                                                     |
| 1946              |          | Sir Arthur "Bomber" Harris | 1892            | 1984          | Promosso il 1 gennaio 1946, molto mesi dopo il suo ritiro                                                      |
| 1950              |          | Sir John Slessor           | 1897            | 1979          | Chief of the Air Staff 1950–1952 Promosso 8 giugno 1950                                                        |
| 1953              |          | Filippo di Edimburgo       | 1921            | 2021          | Promosso 15 gennaio 1953                                                                                       |
| 1954              |          | Sir William Dickson        | 1898            | 1987          | Chief of the Air Staff 1953–1955 Chief of the Defence Staff 1959 Promosso 1 giugno 1954                        |
| 1958              |          | Sir Dermot Boyle           | 1904            | 1993          | Chief of the Air Staff 1956–1959 Promosso 1 gennaio 1958                                                       |
| 1958              |          | Henry, duca di Gloucester  | 1900            | 1974          | Promosso 12 giugno 1958                                                                                        |
| 1962              |          | Sir Thomas Pike            | 1906            | 1983          | Chief of the Air Staff 1960–1963 Promosso 6 aprile 1962                                                        |
| 1967              |          | Sir Charles Elworthy       | 1911            | 1993          | Chief of the Air Staff 1963–1967 Chief of the Defence Staff 1967–1971 Promosso 1 aprile 1967                   |
| 1971              |          | Sir John Grandy            | 1913            | 2004          | Chief of the Air Staff 1967–1971 Promosso e ritirato lo stesso giorno (1 aprile 1971)                          |
| 1974              |          | Sir Denis Spotswood        | 1916            | 2001          | Chief of the Air Staff 1971–1974 Promosso e ritirato lo stesso giorno (31 marzo 1974)                          |
| 1976              |          | Sir Andrew Humphrey        | 1921            | 1977          | Chief of the Air Staff 1974–1976 Chief of the Defence Staff 1976–1977 Promosso 6 agosto 1976                   |
| 1977              |          | Sir Neil Cameron           | 1920            | 1985          | Chief of the Air Staff 1976-1977 Chief of the Defence Staff 1977–1979 Promosso 31 luglio 1977                  |
| 1982              |          | Sir Michael Beetham        | 1923            | 2015          | Chief of the Air Staff 1977–1982 Promosso e ritirato lo stesso giorno (14 ottobre 1982)                        |
| 1985              |          | Sir Keith Williamson       | 1928            | 2018          | Chief of the Air Staff 1982-1985 Promosso e ritirato lo stesso giorno (15 ottobre 1985)                        |
| 1988              |          | Sir David Craig            | 1929            | -             | Chief of the Air Staff 1985–1988 Chief of the Defence Staff 1988–1991 Promosso 14 novembre 1988                |
| 1992              |          | Sir Peter Harding          | 1933            | -             | Chief of the Air Staff 1988-1992 Chief of the Defence Staff 1992–1994 Promosso 6 novembre 1992                 |
| 2012              |          | Principe Carlo             | 1948            | -             | Titolo onorario. Promosso 16 giugno 2012                                                                       |
| 2014              |          | Lord Stirrup               | 1949            | -             | Chief of the Air Staff 2003–2006 Chief of the Defence Staff 2006–2010 Titolo onorario. Promosso 13 giugno 2014 |